# Piazza Grande (Livorno)

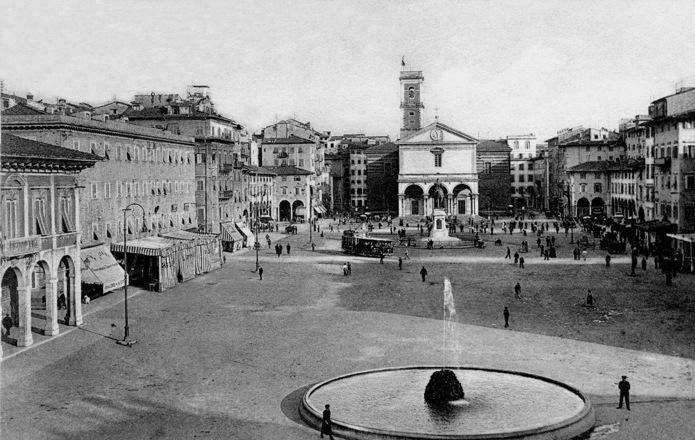
La Piazza Grande en los primeros años del, con la catedral al fondo.

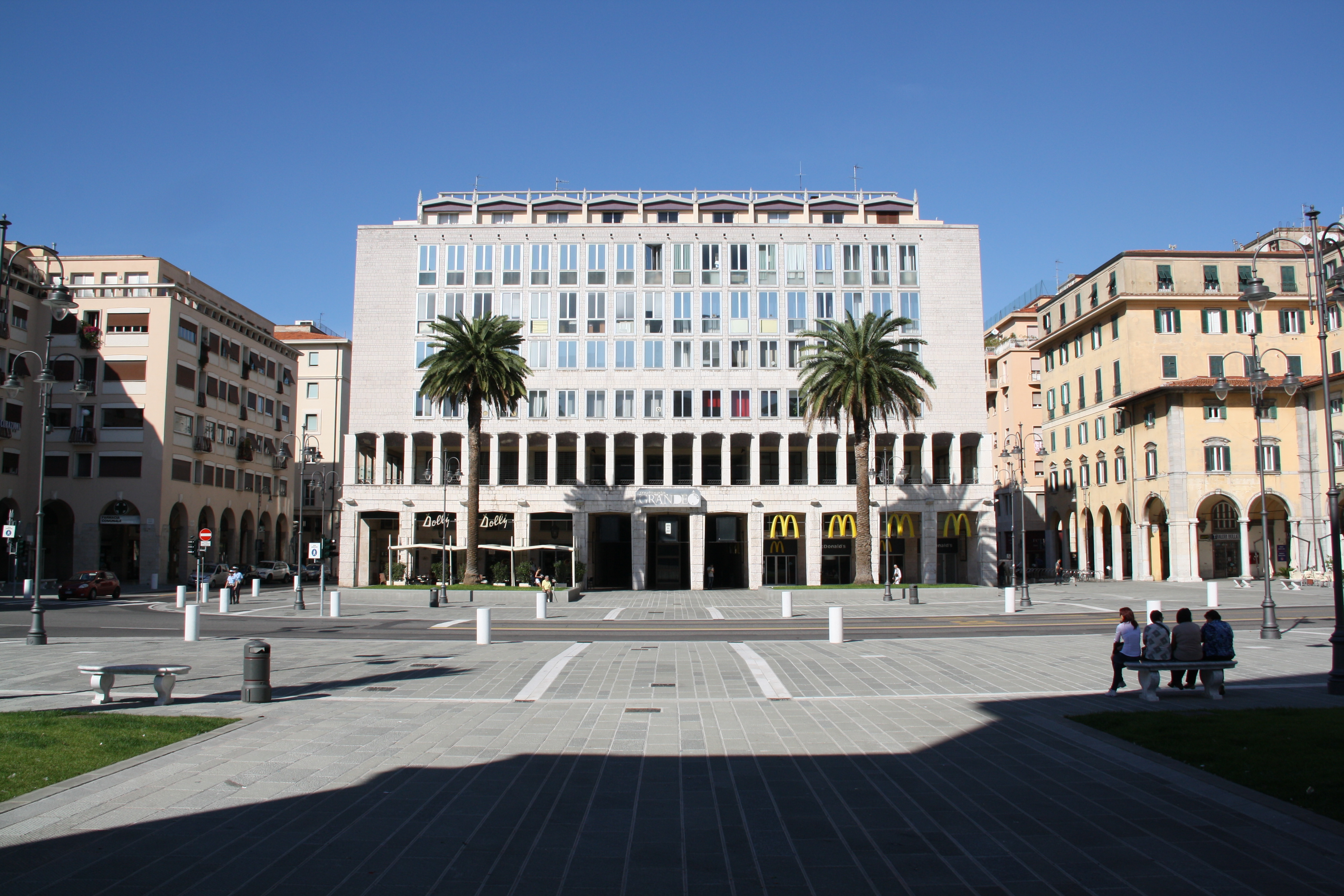
La Piazza Grande con el Nobile interrompimento visto desde la catedral.

La Piazza Grande es una plaza situada en el centro de Livorno, Italia, en la cual se encuentran algunos de los edificios más importantes de la ciudad, como la Catedral y el Palazzo Grande.
Antes de los bombardeos de la Segunda Guerra Mundial y de la posterior reconstrucción tenía una extensión mayor respecto a la actual, llegando hasta el Palazzo Comunale. Por su belleza y armonía la plaza inspiró a Íñigo Jones, padre de la arquitectura renacentista inglesa, para el diseño del Covent Garden de Londres, la primera plaza de formas regulares de la capital británica. Se cree que la Piazza Grande también fue usada como modelo para la Place des Vosges de París, importante ejemplo de place royale en el ámbito del barroco francés.

## Historia

### La plaza de la ciudad medicea

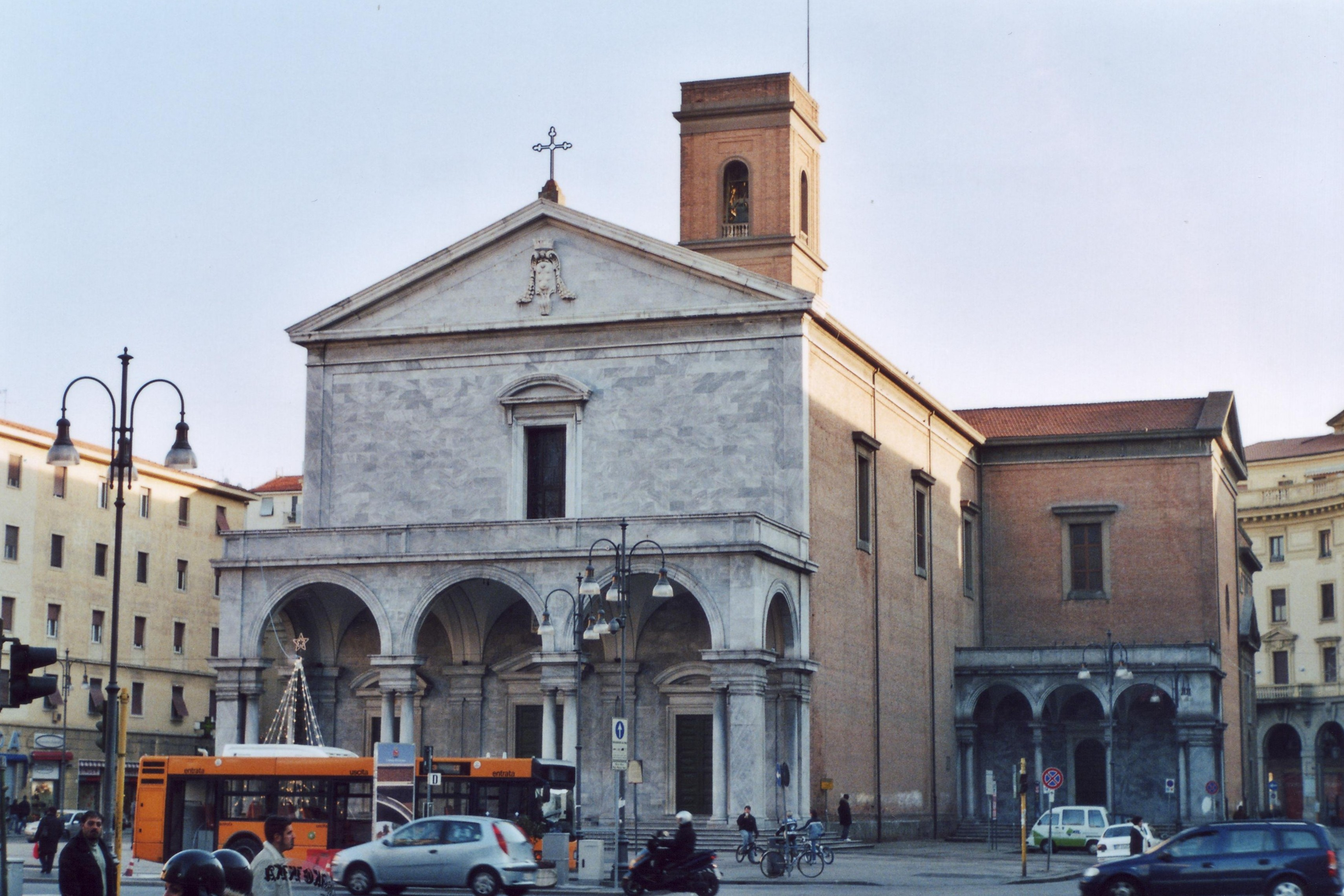
La Catedral.

Los orígenes de la Piazza Grande se deben buscar en el proyecto de Bernardo Buontalenti para la ciudad medicea de Livorno. El diseño, iniciado a partir de finales del siglo XVI, contemplaba la realización de un asentamiento de forma pentagonal, rodeado por un sistema de fosos y baluartes. El proyecto original de Buontalenti disponía las calles siguiendo una malla ortogonal, sin dar indicaciones precisas sobre las nuevas edificaciones ni sobre las plazas.
Sin embargo, en torno al 1594 se iniciaron los primeros estudios para la realización de una plaza de armas, que sería la actual Piazza Grande, en el exacto centro de la ciudad, con la construcción en este espacio de una gran iglesia (que posteriormente se convirtió en la Catedral de la ciudad). El propio Buontalenti realizó un primer diseño para la nueva iglesia, cuyos cimientos fueron edificados entre abril y mayo del mismo año. Tras el abandono de este primer proyecto, la iglesia fue modificada y completada en torno al 1602 por Alessandro Pieroni.

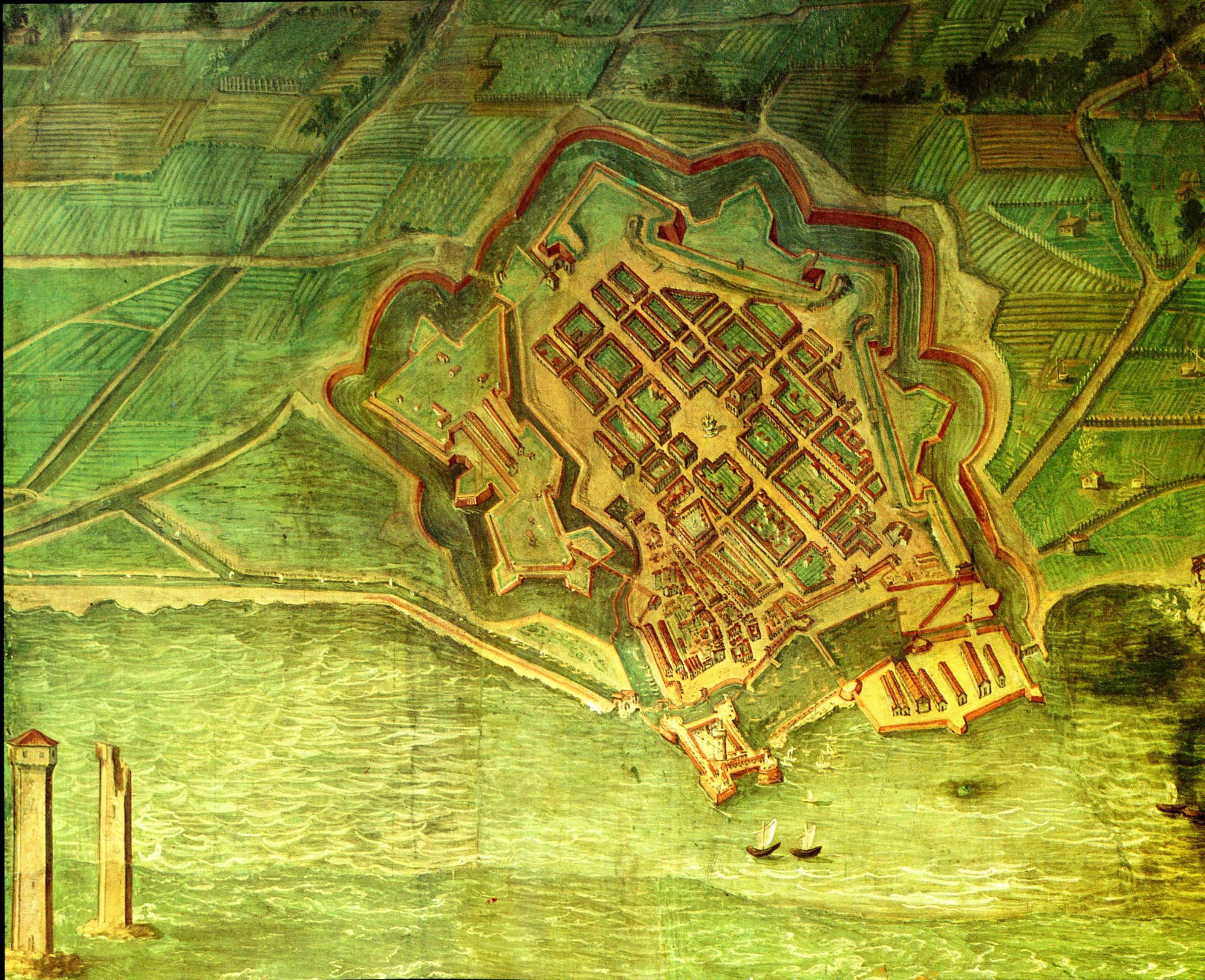
Livorno pintada por Bernardino Poccetti.

Mientras tanto, a finales del siglo XVI se decidió la construcción de un espacio porticado alrededor de la fachada de la iglesia, para lo cual realizó un estudio el propio Pieroni. Sin embargo, él, presente en muchas obras importantes de la época, generalmente no disponía de una propia autonomía proyectual, limitándose al papel de diseñador. Por tanto, resulta difícil atribuir la plaza a un único arquitecto, sino que parece más bien el fruto de varias colaboraciones.
Probablemente, en las intenciones originales de los proyectistas, la plaza habría debido delimitar un espacio cuadrado alrededor de la Catedral, como muestra un fresco ejecutado por Bernardino Poccetti en torno al 1609 para la Sala di Bona del Palazzo Pitti; la conformación planimétrica con forma de «L» de los cuatro pórticos construidos alrededor de la iglesia demostraría para algunos la voluntad de definir una plaza más recogida a lo largo de la entonces Via Ferdinanda (la actual Via Grande).

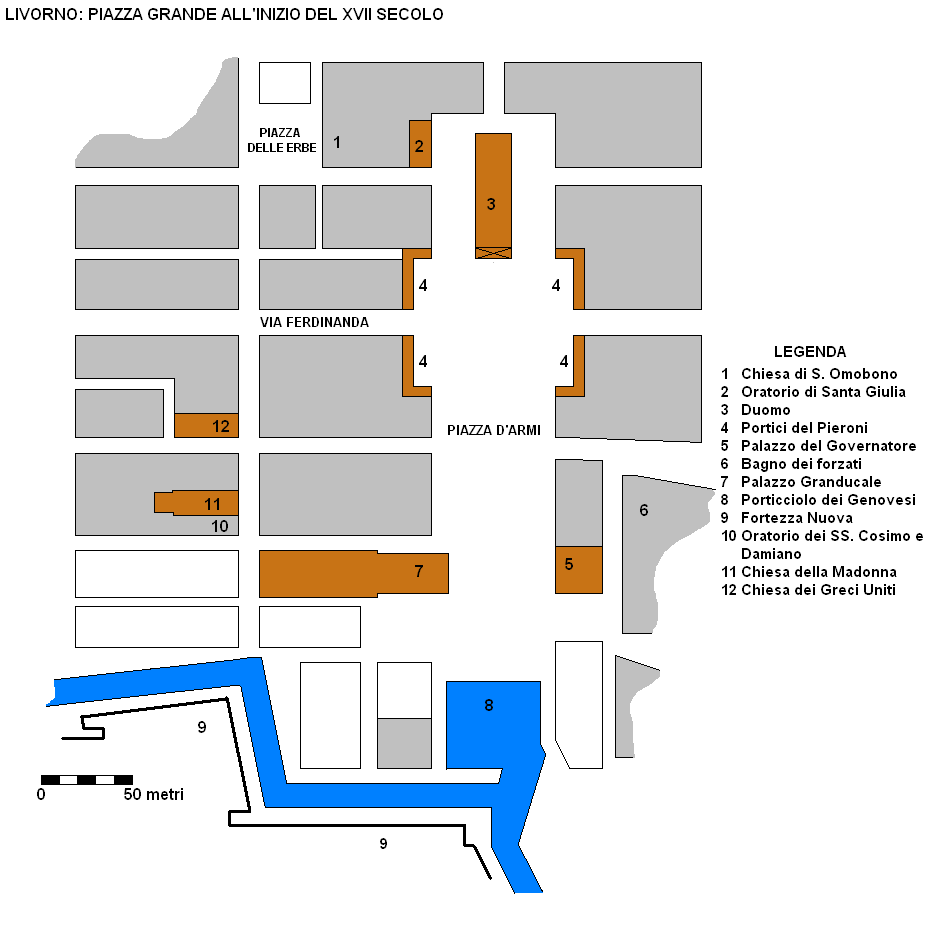
La Piazza Grande a principios del.

En realidad, las nuevas construcciones edificadas a partir de los primeros años del siglo XVII se limitaron a alinearse a los edificios colocados alrededor de la plaza, formando así un espacio de dimensiones alargadas, cerrado al sur por la Catedral y al norte por el llamado Porticciolo dei Genovesi, una pequeña dársena preexistente que data del siglo XV. A los lados de dicha dársena se elevaron las principales sedes del poder público: el Palazzo Granducale, el Palazzo del Governatore, el Palazzo della Dogana y, posteriormente, el Palazzo Comunale.
El Palazzo Granducale fue edificado en los primeros años del siglo XVII según el proyecto de Antonio Cantagallina y posteriormente, en torno al 1629, fue ampliado añadiendo una fachada porticada abierta a lo largo de la Piazza d'Armi.
En el lado opuesto se encontraba el Palazzo del Governatore, construido en el 1608 y ampliado en el 1640, antes de ser de nuevo reedificado en el 1840 según el proyecto del arquitecto Giuseppe Caluri.
El Palazzo della Dogana delimitaba el lado occidental del Porticciolo dei Genovesi; construido a mediados del siglo XVII según el diseño de Annibale Cecchi, fue utilizado como aduana hasta el 1868, para albergar posteriormente la sede de la llamada Borsa di Commercio.
Más tardío es el Palazzo Comunale o della Comunità, que asumió su aspecto definitivo en el siglo XVIII gracias a las obras de Giovanni del Fantasia; ubicado entre el Palazzo Granducale y la Fortezza Nuova, fue reconstruido casi completamente en el 1742 por obra de Bernardino Ciurini añadiendo una monumental doble rampa de escaleras.
Sin embargo, el relleno del antiguo puerto, decretado en 1698, hizo que estuvieran disponibles más zonas edificables y así el lado opuesto a la fachada de la Catedral se cerró con un refinado edificio que englobaba en su interior tres edificios independientes (de aquí el nombre Tre Palazzi), que la crítica ha atribuido a Giovan Battista Foggini.

### La plaza desde elsigloXIXhasta la Segunda Guerra Mundial

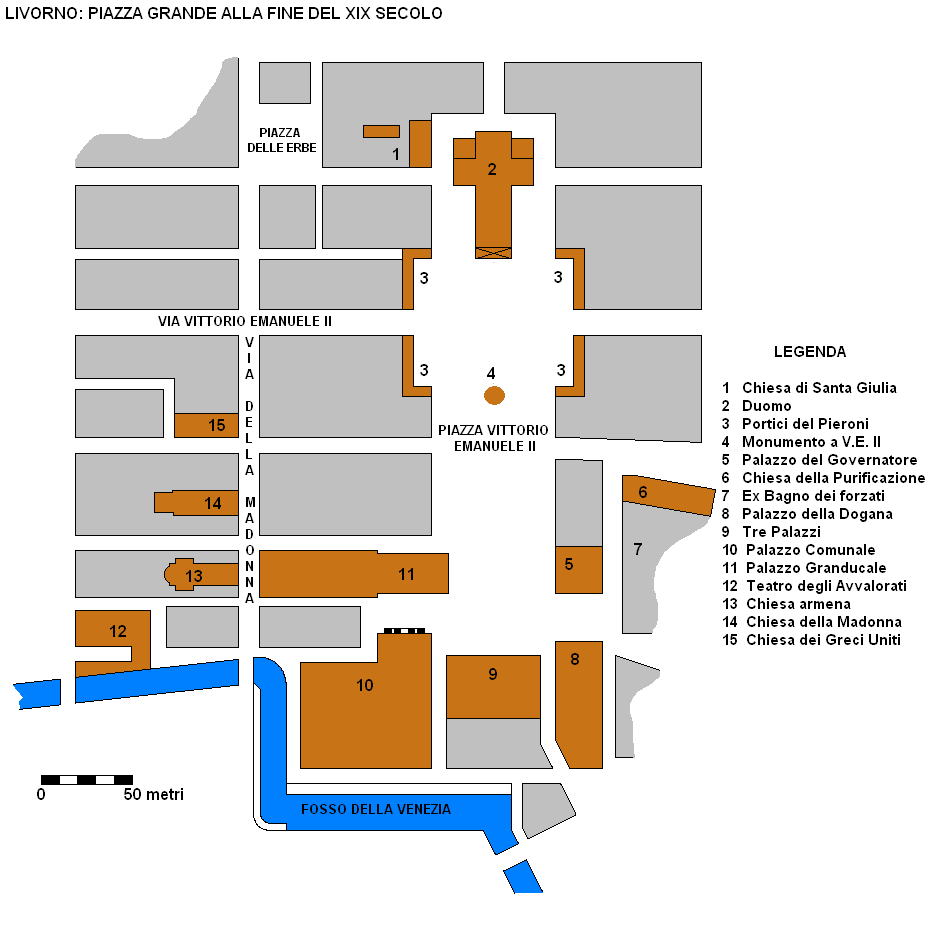
Planimetría de la Piazza Grande a finales del.

En el curso del siglo XIX la Piazza d'Armi no experimentó particulares transformaciones; en la primera mitad del siglo la única intervención relevante es la reconstrucción del Palazzo del Governatore, que se convirtió en sede del prefecto y de otras oficinas administrativas. Tras la unificación italiana la plaza fue dedicada a Víctor Manuel II y en 1892 fue solemnemente inaugurado el monumento ecuestre a este soberano, obra en bronce de Augusto Rivalta (trasladado delante del Palazzo del Governo tras la construcción del Palazzo Grande). En los primeros años del siglo XX se produjo la transformación de la zona situada detrás de la Catedral (la Via Cairoli), con la construcción de dos exedras en torno al ábside de la misma iglesia.
Sin embargo, los planos elaborados por el régimen fascista para la ciudad contemplaban imponentes modificaciones urbanísticas al centro histórico. Es célebre el proyecto de Marcello Piacentini para el nuevo diseño de la plaza y de la Via Grande, que proponía la realización de pórticos a lo largo de la calle y el cierre de la plaza por el lado septentrional con un pequeño edificio. El estallido de la Segunda Guerra Mundial hizo que no se materializaran estos proyectos, pero no salvó a Livorno, ni en particular a la Piazza Grande, de la destrucción.
Los desastrosos bombardeos del 1943-1944 redujeron a la Catedral, los Tre Palazzi y el Palazzo Granducale a un montón de ruinas, mientras que todos los edificios a su alrededor sufrieron grandes daños, empezando por la vecina iglesia de Santa Giulia, construida a partir de 1602 al borde de la plaza. A pesar de que tres de los cuatro pórticos atribuidos a Alessandro Pieroni, sostenidos por ligeras arcadas de medio punto sobre columnas toscanas, resistieron en buena parte a la fuerza de las bombas, no se salvaron de la reconstrucción postbélica, cuando fueron definitivamente demolidos, con excepción de la logia del noreste.

### La reconstrucción

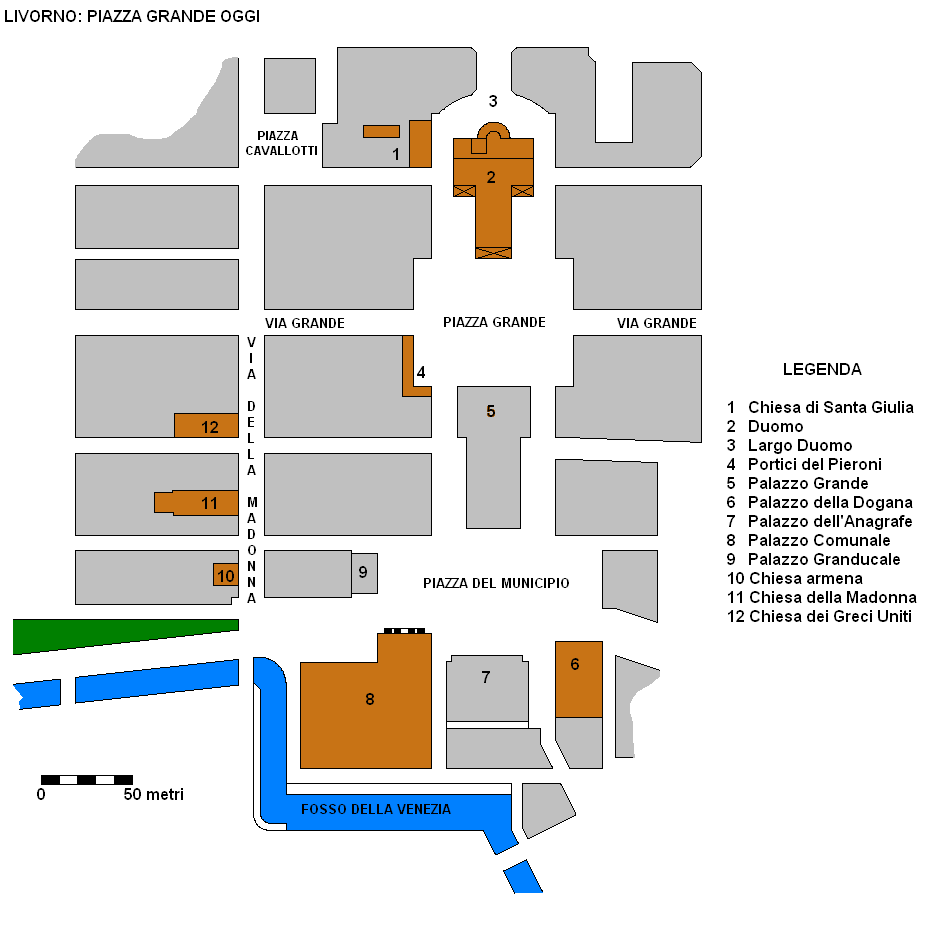
La Piazza Grande en la actualidad.

La reconstrucción de la plaza representa uno de los episodios más controvertidos de la posguerra de Livorno y está estrechamente relacionada con las ideas maduradas antes del conflicto bélico. En diciembre de 1945, el arquitecto Petrucci propuso trasladar la Catedral al lado opuesto de la plaza, con la fachada orientada hacia la colina de Montenero. La oposición de las autoridades religiosas impidió que se materializara este atrevido proyecto, por tanto, poco después, el ingeniero Roccatelli presentó un nuevo plano de reconstrucción del centro de la ciudad.
Para la reconstrucción de la Piazza Grande y de la Via Grande se lanzó un concurso del cual no resultó ningún ganador, pero se extrapolaron algunas soluciones consideradas meritorias, como la propuesta de cerrar la plaza con un edificio porticado, separando así la Catedral del Palazzo Comunale mediante la creación de dos espacios distintos (la Piazza Grande delante de la Catedral y la Piazza del Municipio delante del Ayuntamiento).
El proyecto del llamado Nobile interrompimento («noble interrupción»), es decir, el Palazzo Grande, fue elaborado por Luigi Vagnetti, pero el diseño del arquitecto proponía un edificio mucho más grande de lo previsto inicialmente. La administración municipal, por el temor de perder la financiación prometida por una sociedad inmobiliaria para la reconstrucción del centro, aprobó el proyecto entre las críticas de numerosos concejales, y las obras del edificio, iniciadas en 1950, se completaron en 1952.
Mientras tanto, los pórticos del siglo XVII de la plaza originaria fueron demolidos en gran parte (incluido el del Palazzo Granducale, reconstruido en una posición más atrasada) para dejar espacio a nuevos edificios; en el lado derecho de la Catedral se construyó la nueva sede de la Cassa di Risparmi di Livorno, proyectada también por Vagnetti, según un modelo derivado de los edificios renacentistas, mientras que Ghino Venturi, que había tenido fortuna en la Livorno de la época fascista, fue protagonista de la reconstrucción de las nuevas oficinas municipales y del Palazzo della Provincia.

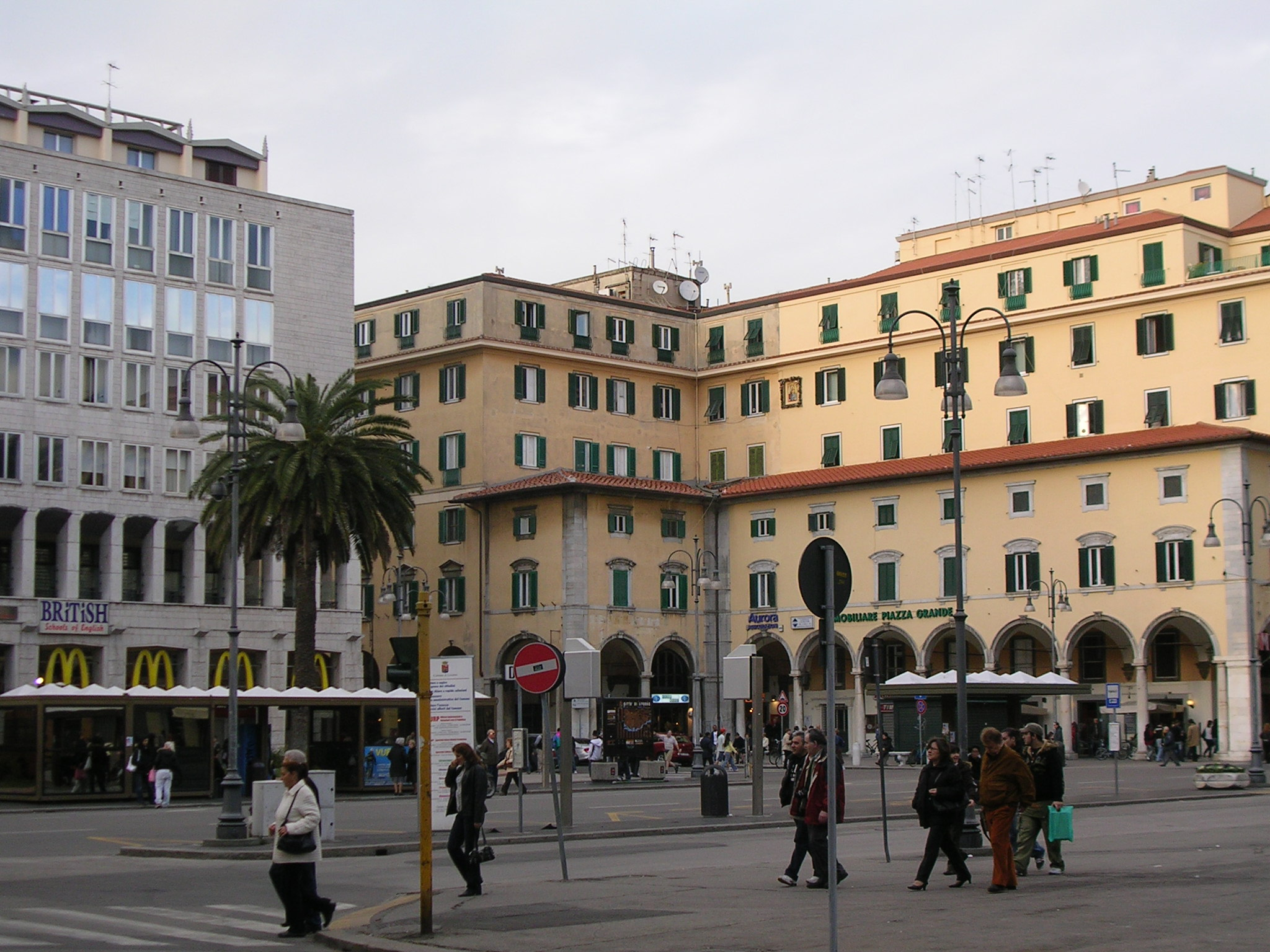
El Palazzo Grande y los pórticos de Pieroni.

Las nuevas construcciones que se erigieron alrededor de la plaza (como el nuevo Palazzo dell'Anagrafe, construido sobre los restos de los Tre Palazzi) y a lo largo de la Via Grande (que, descartada una primera propuesta de ensanchamiento, se mantuvo de la misma anchura y se dotó de pórticos) fueron duramente criticadas por numerosos estudiosos. Por ejemplo, Bortolotti advierte una estrecha e infeliz similitud entre estos edificios y los modelos propuestos en la época fascista, mientras que, en los mejores casos, aprecia ecos tardíos del racionalismo europeo.
Son heterogéneas los opiniones sobre el Palazzo Grande: de las duras críticas de Bortolotti por su lenguaje, o las de Matteoni por estar fuera de escala, hace de contrapunto la opinión de Banham, que juzga positivamente la solución del Palazzo Grande, en el cual aprecia una tendencia al eclecticismo.
El actual diseño de la plaza data de septiembre de 2014, cuando se completó la remodelación y peatonalización de gran parte de la zona situada delante de la catedral, una intervención que se extendió posteriormente a la limítrofe Piazza del Municipio.

## Edificios en la plaza
- Catedral de Livorno (Piazza Grande)
- Palazzo Grande (Piazza Grande - Piazza del Municipio)
- Palazzo Comunale (Piazza del Municipio)
- Palazzo Granducale (Piazza del Municipio)
- Palazzo della Dogana (Piazza del Municipio)

## Galería de imágenes

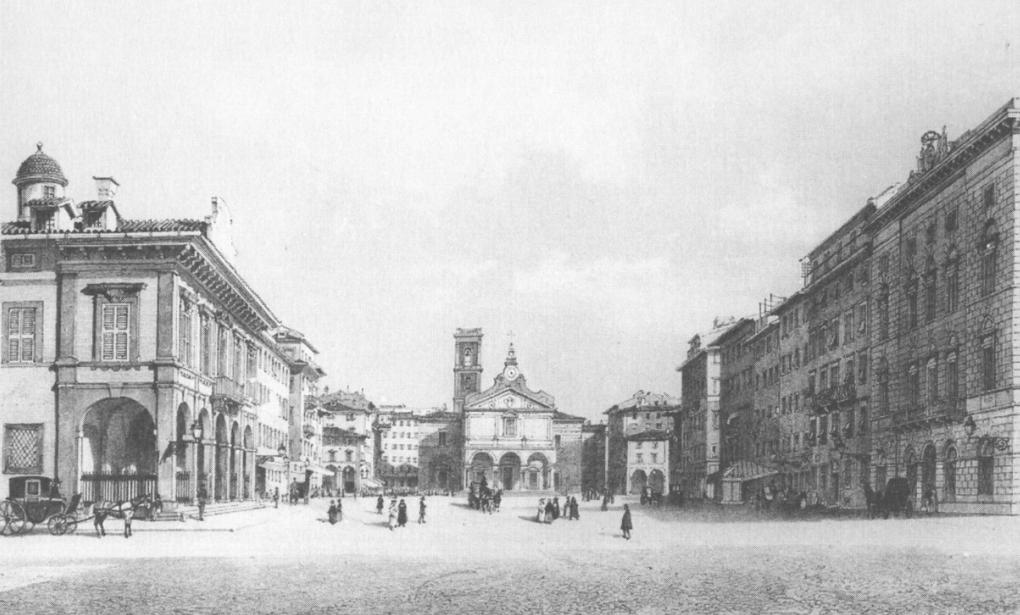
La Piazza Grande en un antiguo grabado.
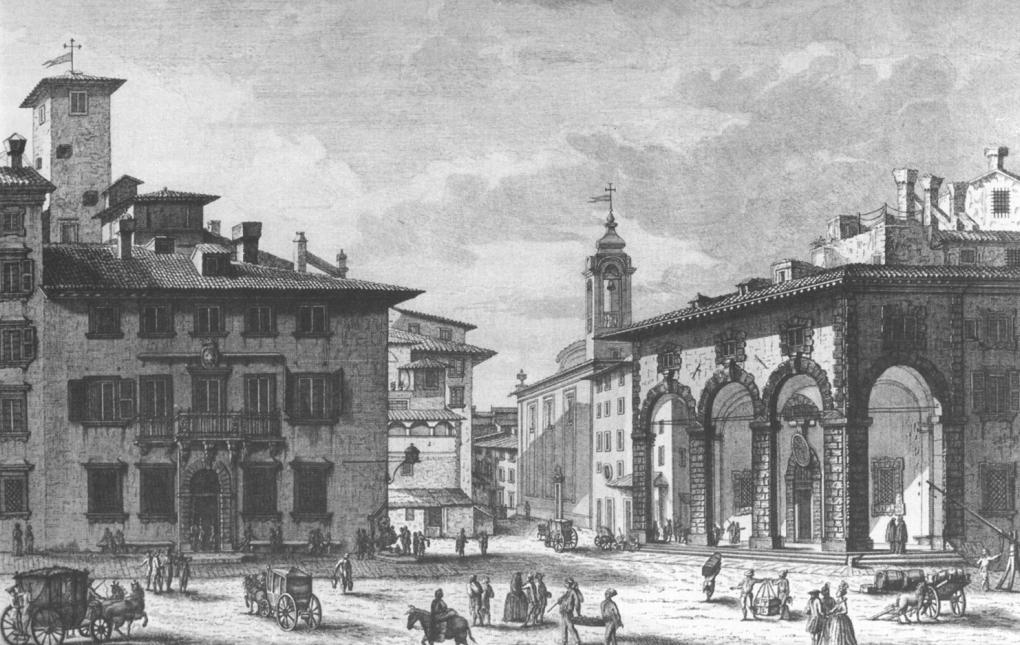
El Palazzo del Governatore (antes del 1840) y el Palazzo della Dogana.
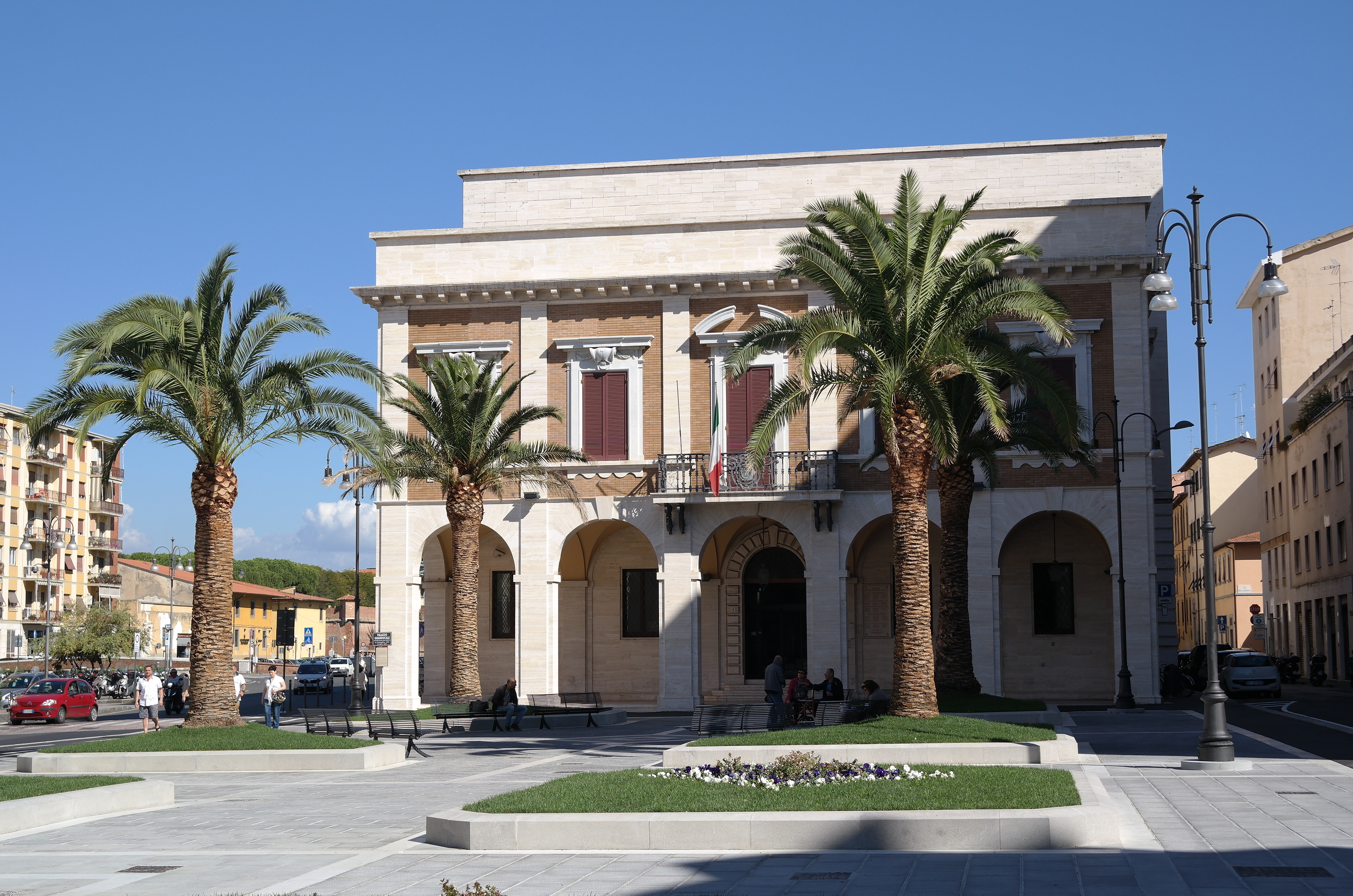
El Palazzo Granducale, reconstruido en la Piazza del Municipio.
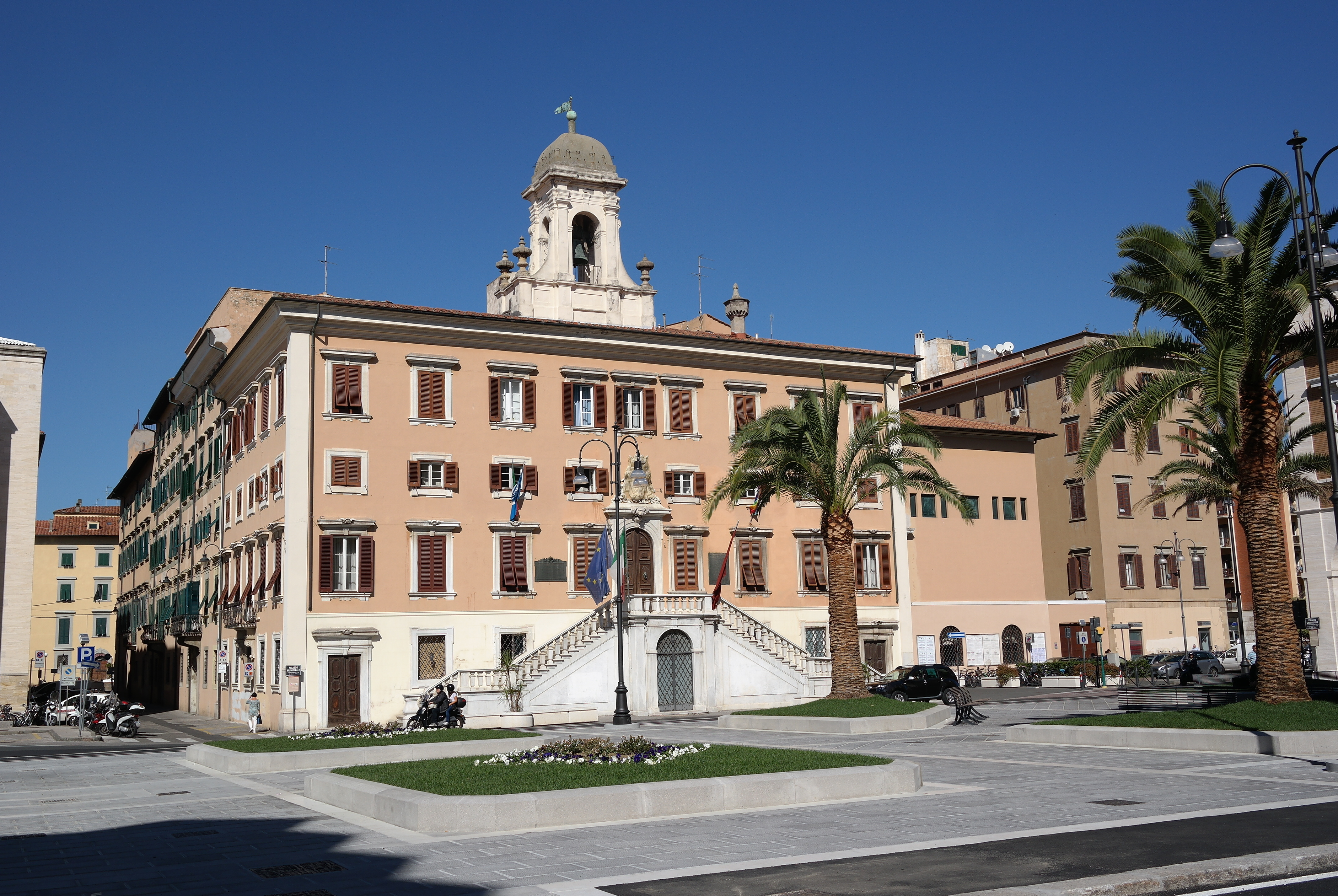
El Palazzo Comunale, actualmente en la Piazza del Municipio.